# Liste des seigneurs de Chauminet
La liste des seigneurs de Chauminet présente la liste des seigneurs de la seigneurie de Chauminet, aujourd'hui hameau de la commune de Sougères-en-Puisaye, dans le département de l'Yonne.
Cette liste est partiellement connue et seulement à partir de 1460.

## Liste
- 1461 : Jehan de Mehung.
- 1580 : François de La Rivière.
- 1591 : Jehan de La Rivière.
- 1603 : Claude de La Rivière.
- 1611 : Mary de La Rivière.
- 1612 : François de La Rivière.
- 1622 : Mary de La Rivière.
- 1629 : Anthoine de La Rivière, né le 8 octobre 1598.
- 1654 : Louis  de La Rivière, écuyer.
- 1657 à 1687 : Claude  de La Rivière.
- 1699 : Jean-Baptiste de La Borde, capitaine de vaisseaux du roi.
- 1727 : Edme de La Hitte.
- 1738 : Edme-François-Gabriel de Grillet qui vend (le 22 novembre 1738) sa seigneurie à Marguerite Paul de Grivel, possédante de la seigneurie de Pesselières.